# ERC Ingolstadt
La Eishockey-und-Rollschuh Club Ingolstadt, nota come ERC Ingolstadt, è una squadra di hockey su ghiaccio tedesca che milita nella DEL.
Comunemente conosciuti come Panthers, giocano le partite interne ad Ingolstadt alla Saturn Arena. Durante il blocco della NHL nella stagione 2004-05, vi giocarono Marco Sturm, Andy McDonald e Jamie Lagenbrunner.